# Big Diet
Big Diet was een televisieprogramma dat werd ontwikkeld door John de Mol en uitgezonden werd door SBS6.

## Format
In maart 2001 ging het programma op de Nederlandse televisie van start. Het was min of meer een opvolger van de succesvolle realitysoap Big Brother. Twaalf deelnemers met ernstig overgewicht werden onder het oog van 37 camera's 84 dagen in een kuuroord in Limburg opgesloten om af te slanken. Château l'Ermitage in Valkenburg was de uitverkoren locatie. Degene die procentueel het meeste afviel, kreeg het aantal afgevallen kilo's in goud uitbetaald. De helft van de hoofdprijs werd pas een half jaar na vertrek uitgekeerd. Mits hij of zij op gewicht was gebleven.
Deel van het format was dat de deelnemers snoep, chips en andere lekkernijen zo uit de (koel)kast konden pakken. De redactie hield soms zelfs speciale verleidingsacties. Personal trainers Carlos Lens en Marjolijn Meijer waren de sportadviseur die de kandidaten begeleidde, Lenny Versteegden de ingehuurde diëtist en meester-kok Albert Kooy verzorgde het eten. In het team zat ook een psycholoog. Robert ten Brink presenteerde het programma.
In een tweede serie, die in 2002 werd uitgezonden en die eveneens werd gepresenteerd door Robert ten Brink, moesten acht deelnemers in hun eigen omgeving afslanken. Deze wijziging was mede doorgevoerd omdat in de eerste serie problemen ontstonden omdat veel kandidaten graag naar huis wilden. De tweede serie leverde echter lagere kijkcijfers op, waardoor een derde serie werd afgeblazen. In 2005 zou SBS6 met meer succes een vergelijkbaar programma beginnen, De Afvallers, dat al vijf series telt.
Ook in Duitsland is er een serie van Big Diet uitgezonden, ongeveer gelijktijdig met de eerste Nederlandse reeks.

## Deelnemers

### Seizoen 1
Aan het eerste seizoen, uitgezonden van 17 maart tot 16 juni 2001, deden twaalf kandidaten mee.
- Gerrit van der Does (winnaar)
- Eric Dikeb
- Michel Hoogschagen
- Joop Sweere
- Ray Geijsen
- Heino de Heijde
- Anita van den Berg
- Laetitia de Haas
- Mila Boulares
- Corinne Frederiks
- Jorriene Switser
- Francis Rood

### Seizoen 2
Aan het tweede seizoen, uitgezonden van 2 maart tot 18 mei 2002, deden deze tien kandidaten mee;
- Nicolette Graanstra (winnaar)
- Renate Mol
- Kim
- Maaike Zengin-Dogan
- Peter-Willem Burgmans (verliezend finalist)
- Rob Jonker
- Werner Schwartke
- Jurgen Tetteroo